# 大阪電視人才局
大阪電視人才局（日语：大阪テレビタレントビューロー），簡稱TTB，是日本一家聲優、藝人經紀公司，營運至2018年3月31日為止，總部位於大阪府大阪市北區堂島。

## 概要
1969年（昭和44年）4月17日成立。而加入事務所的旗下聲優、及從事電視報導的藝人，大多主要從事大阪地方電視節目的播報解說或廣告旁述。
另一方面，1990年代起與鄰近的大阪在地遊戲公司SNK建立關係之後，至公司解散之前仍持續為所屬聲優在電玩格鬥遊戲《格鬥天王》系列等SNK作品進行角色配音的分配。
2018年3月31日，解散。解散後，所有的聲優、藝人各自轉移至其它經紀公司繼續從事配音和演藝事業。

## 過往所屬聲優、藝人

### 男性
| 行 - 新居利光 - 有田洋之（現所屬：株式會社TAKARA （页面存档备份，存于）代表董事） - 石田久巳（現所屬：Sakura Kiss Co.,Ltd.（電台節目公司成立的旗下公司）） - 樹隆李（現藝名：樹，自由職業） - 岩崎和夫 - 臼井雅基（自由職業） 行 - Kay稻毛（現所屬：Vozator） 行 - 坂井貴行（引退） - 佐藤勝 - 島義則（現所屬：株式會社Chara代表董事） - 水津浩志（自由職業、昭和Production業務提攜） 行 - 田中哲哉 - 津田英治（現所屬：Office BAN） | 行 - 長代聰之介（現所屬：MC企劃） - 中村健治（在籍中死去） - 新家寬 - 新崎泰生 - （舊藝名：西川，現所屬：株式會社Chara） - 西村壽一（自由職業） - 野中政宏（現所屬：Vozator） 行 - 林直樹 - 平野智一 行 - 前塚厚志（舊藝名：怪物前塚，現所屬：P.I.S音樂出版、J Production業務提攜） - 丸尾恒人 - 森田純史 行 - 屋乃英治（現所屬：Vozator） |

### 女性
| 行 - 秋間千代子 - 淺川裕子 - 井口繪海 - 池田奈月（於關西電台賦歸） - 池原量（現所屬：Vozator） - 生駒治美（現所屬：J Production） - 磯江千賀子 - 伊藤望惠 - 井上梨 - 豬砂和世（現藝名，現所屬：KeKKe Corporation） - 一丸志帆（現所屬：YYY） - 上原伊代（現所屬：株式會社TAKARA） - 上村明子 - 宇田滿里子（現所屬：Office Keyword） - 內田香織 - 內谷佐和子（現所屬：Partner's Pro） - 浦部里奈 - 大石嘉子 - 大島榎奈（現所屬：松竹藝能） - 大矢浩子 - 大屋 - 緒方莉央（現所屬：MATSURI PROJECT, J Production業務提攜） - 荻田 - 尾上由美 行 - 甲斐千代子 - 掛川夕希枝 - 葛西美香 - 加藤萌奈 - 加藤有希子 - 唐川滿知子 - 香山真希 - 河合美保（現所屬：Partner's Pro） - 川崎英吏子（現所屬：Partner's Pro） - 川田惠子（在籍中死去） - 神田沙織 - 北川佳步 - 北彩音 - 北村武子 - 久下景子 - 葛谷亮 - 窪內（現所屬：株式會社TAKARA） - 久保田紗枝 - 熊谷瞭子 - 倉田（現所屬：Partner's Pro） - 倉八明美 - 倉森 - 黑木千羽（現所屬：J Production） - 小池昌子 - 小崎成子 - 小成田晴代 - 向山佳比子（自由職業） | 行 - 阪口佳澄（自由職業） - 坂本希世 - 櫻井一枝（現所屬：昭和Production） - （現所屬：YYY） - 齊藤亞紀子（動向不明） - 佐久良貴惠（現所屬：株式會社Chara OKINAWA經理） - 佐佐木美繪（現所屬：昭和Production［原每日放送］） - 佐藤千惠 - 志乃宮風子（現所屬：ARTSVISION／深川座） - 柴田道子 - 實川美穗 行 - 高田薰 - 高橋子 - 竹內 - 田中 - 田村千鶴 - 田中友香理 - 高嶋穗波 - 高野阿佐緒 - 長福亞由美 - 塚瀨紀子（移籍青二Production之後於在籍中死去） - 裕子（現所屬：株式會社Chara） - 豐田望有妃 行 - 長居知惠子（現所屬：Office BAN） - 中野加奈子（現所屬：YYY） - 永尾光湖（現所屬：Partner's Pro） - 中山甲子 - 中平華也乃 - 仁木沙惠里 - 西川敦子 - 西川葉月（現所屬：81 Produce） - 西田愛（現所屬：昭和Production） 行 - 萩田詩乃（現所屬：笠岡放送） - 馬場尚子（現所屬：J Production業務提攜） - 畠山綾子 - 早坂好惠（現所屬：Partner's Pro） - 秀平真由美（現所屬：株式會社TAKARA） - 平信千惠 - 福井玲子 - 藤野 - 藤原正美 - 藤井郁子（現所屬：Partner's Pro） - 藤本美華（現所屬：Vozator） - 藤井夏海 - 堀茜 - 堀江薰（自由職業、J Production業務提攜） | 行 - 前川佳子（現所屬：Partner's Pro） - 前田美保 - 松浦美代 - 松葉沙矢佳 - 丸子由美 - 右田真知子 - 三島榮實子 - 水池公美 - 水野晶子（現所屬：每日放送） - 美谷茜 - 美谷栞 - 南小百合 - 南野智香 - 宮村不二子（現所屬：Office BAN） - 武藤惠美 - 村田季世子 - 本村美智子（現所屬：Office BAN） - 森角香奈子（現所屬：Heart Voice） 行 - 安野晴香 - 山田五月（現所屬：Office Cotton （页面存档备份，存于）） - 山戶惠美子 - 湯谷明子 - 弓雅枝（現所屬：兒童劇團Ponpinzu創辦人及演員） - 吉澤育子 - 吉村珠佳（現所屬：昭和Production） 行 - 朱紀（現藝名：脇，現所屬：Partner's Pro） - 和田明日香 |